# Municipio de Freeburg
El municipio de Freeburg (en inglés: Freeburg Township) es un municipio ubicado en el condado de St. Clair en el estado estadounidense de Illinois. En el año 2010 tenía una población de 5109 habitantes y una densidad poblacional de 55,32 personas por km².

## Geografía
El municipio de Freeburg se encuentra ubicado en las coordenadas 38°26′20″N 89°52′10″O / 38.43889, -89.86944. Según la Oficina del Censo de los Estados Unidos, el municipio tiene una superficie total de 92.36 km², de la cual 88.89 km² corresponden a tierra firme y (3.76%) 3.47 km² es agua.

## Demografía
Según el censo de 2010, había 5109 personas residiendo en el municipio de Freeburg. La densidad de población era de 55,32 hab./km². De los 5109 habitantes, el municipio de Freeburg estaba compuesto por el 97.06% blancos, el 0.51% eran afroamericanos, el 0.33% eran amerindios, el 0.47% eran asiáticos, el 0.12% eran isleños del Pacífico, el 0.22% eran de otras razas y el 1.29% pertenecían a dos o más razas. Del total de la población el 1.25% eran hispanos o latinos de cualquier raza.